# Sint-Margaritakerk (Margraten)
De Sint-Margaritakerk is een kerkgebouw in Margraten, in de Nederlands Zuid-Limburgse gemeente Eijsden-Margraten. Het gebouw bevindt zich midden in het dorp Margraten aan een plein. Ten oosten van de kerk bevindt zich het kerkhof en ten westen van de toren bevindt zich de pastorie. Tegenover de kerk loopt er een Kerkpad van de kerk af naar de Rijksweg.
De kerk is een rijksmonument en is gewijd aan Sint-Margarita.

## Geschiedenis
In 1262 wordt de kerk reeds genoemd in een charter. Van het gebouw uit die tijd resteert thans alleen nog een deel in de westelijke muur van het schip.
In de 14e eeuw wordt er tegenaan een toren gebouwd.
In de 15e eeuw werd het driezijdig gesloten koor gebouwd in laat-gotische stijl.
In 1617 werd de toren hersteld onder Frans van Eynatten, pandheer van Neubourg, en kreeg een mergelstenen omklamping met een nieuwe spits.
In 1661 kwam Margraten bij Traktaat toe aan de Verenigde Nederlanden, waardoor de missen in een kapel te Scheulder op Spaans grondgebied gelezen moesten worden.
In 1921 werd het eenbeukige schip afgebroken om in 1922-1928 vervangen te worden door een driebeukig gebouw. Dit nieuwe gebouw werd dwars op de oude kerkas gebouwd en werd opgetrokken uit mergelsteen op een plint van kunradersteen. Voor de bouw van het nieuwe koor heeft men gebruikgemaakt van een betonskelet-constructie waardoor er een ongedeelde ruimte gecreëerd kon worden zonder belemmeringen van zicht op het altaar. Het schip is overspannen door gordelbogen in beton uitgevoerd. Deze bogen vormen met het gestucte tongewelf één geheel. Het gebouw was het ontwerp van Alphons Boosten.

## Opbouw
Het kerkgebouw bestaat uit een middeleeuwse toren van mergel met ingesnoerde torenspits, een eenbeukig schip van vier traveeën dwars op de oorspronkelijke kerkas, het oude middeleeuwse koor staat dwars tegen de vierde travee van de kerk als een kapel, en een driezijdig gesloten koor van mergel aan de noordzijde van het kerkgebouw met een lage kooromgang. Ter hoogte van de vierde travee bevindt zich aan de oostzijde het oude middeleeuwse koor en aan de westzijde de middeleeuwse toren. Het huidige schip is even breed als het oude schip lang was.
Het oude koor heeft een net- en stergewelf. In het gebouw zijn er nog fragmenten van schilderingen te zien uit het laatste kwart van de 15e eeuw op de gewelven, de koormuren en de triomfboog. Ook bevinden zich er schilderingen op de nieuwe triomfboog die van de hand zijn van Harrie Schoonbrood en stammen uit 1934-1935, net als de gebrandschilderde ramen.